# Liber divinorum operum

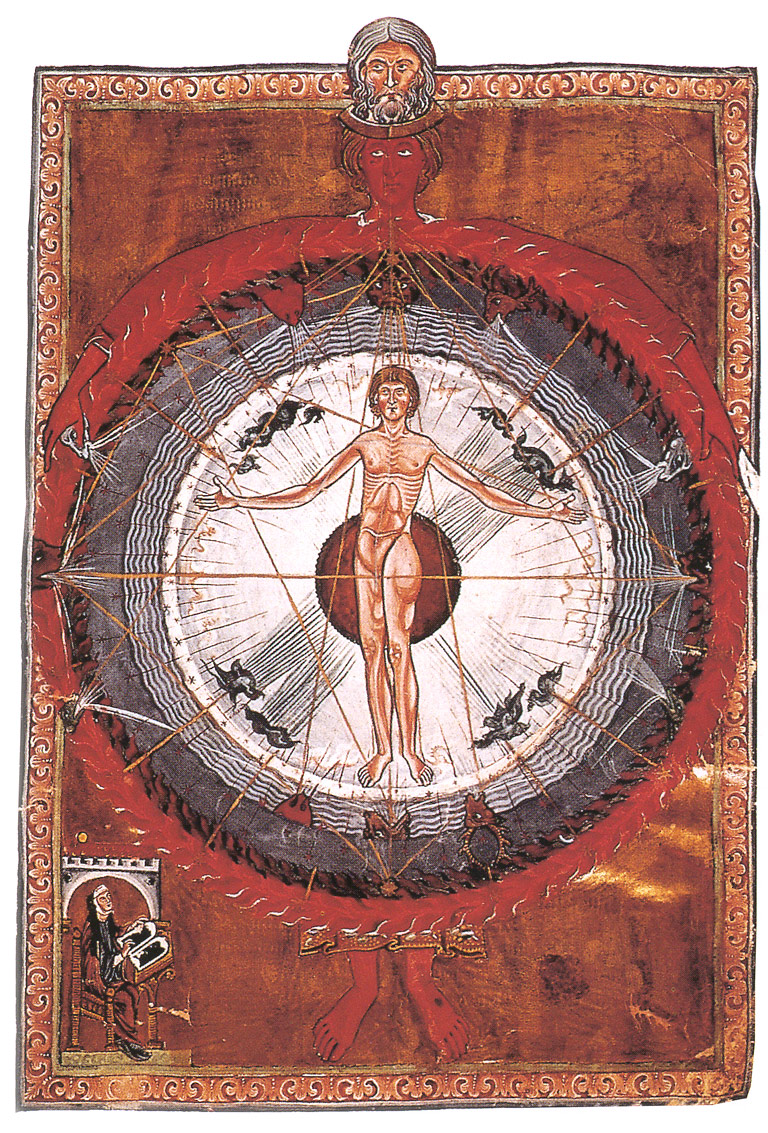
Representação do homem e do universo, miniatura retirada de um manuscrito do Liber divinorum operum de Hildegard de Bingen, Biblioteca statale, Lucca, Cod. Lat.1942, f.9

O Liber divinorum operum simplicis hominis ("Livro das obras divinas de um homem simples"), mais conhecido pelo seu título abreviado Liber divinorum operum ("Livro das obras divinas"), é um tratado sobre misticismo contemplativo, obra da abadessa e mística beneditina alemã Hildegard de Bingen, datado da segunda metade do século XII.
Esta é a última grande obra visionária de Hildegarda de Bingen, escrita entre 1163 e 1174 , . Contém dez miniaturas  nas quais o amor de Deus é expresso nas pessoas e na relação das pessoas com Deus.
A mensagem fundamental do Livro das Obras Divinas de Hildegarda de Bingen é que de fato existe uma harmonia divina, mas que a ordem do mundo está perturbada e, portanto, essa harmonia deve ser restaurada o mais rápido possível. Ela também tenta nos dizer que, uma vez que o homem é testemunha das criações divinas, ele também deve ser seu protetor.
"Tu, homem, podes amar, mas Deus é Amor   Diz-nos o Padre Pierre Dumoulin, Teólogo, há pois esta missão de continuação das obras de Deus que é amar o próximo e fazer o bem.
"Dupla condição do homem, ao mesmo tempo permeável a todas as energias (cósmica, terrestre, social), um pouco como uma esponja que as recebe a todas, e transformador de energia. Daí o seu lugar central na criação.”
Em sua segunda visão, Hildegarda visualiza o homem no centro da criação e dentro da Trindade.